# Ahníkov

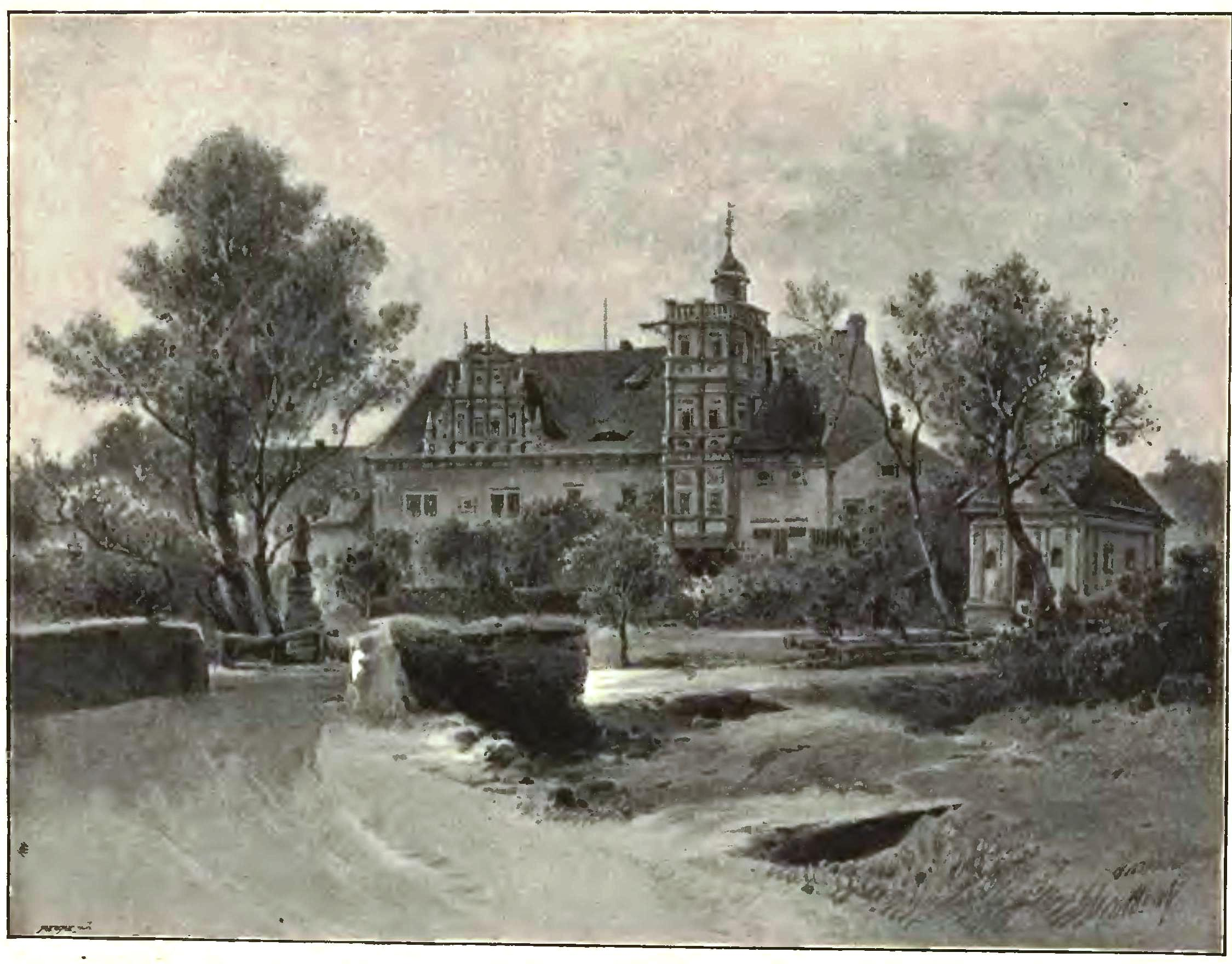
Schloß Hagensdorf um 1890 (von A. Lewý), Nordansicht

Ahníkov (deutsch: Hagensdorf) war ein Dorf am Saubach im Bezirk Komotau, Tschechien. Sein Kataster mit einer Fläche von 449,2872 ha ist heute Teil der Gemeinde Málkov.

## Ehemalige Lage
Hagensdorf lag südwestlich von Malkau in geringer Entfernung (ca. 1,4 km), kurz vor dem auch abgerissenen Ort Deutsch Kralupp. Auf der Luftlinie Malkau-Hagensdorf-Kralup (ca. 2,5 km) lag der auch abgerissene Ort Sosau (ca. 0,9 km von Malkau) direkt neben Hagensdorf (nordöstlich davon).

## Geschichte
Der Ort (mit dem Festen Haus ?) gehörte im Mittelalter zeitweise der Familie von Schönburg (Schumburg) und war Teil eines von zwei Teilen der schönburgischen Herrschaft Preßnitz. Das Schloss Hagensdorf war aus einem mittelalterlichen Festen Haus hervorgegangen.
Nach der Schlacht am Weißen Berg 1620 war der Besitz derer von Steinbach (Štampach) 1622 konfisziert worden. Aus dem konfiszierten Besitz kaufte Jaroslav Borsita von Martinic Gut und Schloss Hagensdorf von der Böhmischen Kammer.
Ab 1655 kamen die Ländereien um Hagensdorf-Brunnersdorf an den dritten Sohn des Jaroslav Borsitas, Maximilian Valentin. Nach 1678 wurden die Güter Hagensdorf und Brunnersdorf wieder geteilt. Brunnersdorf gehörte dem ältesten Sohn Jaroslavs Bernhard, der 1685 ohne Nachfolger starb. Hagensdorf zusammen mit der Burg Hassenstein erbte sein jüngerer Bruder Georg Adam, Herr auf Smečno und Slaný.
Nach ihm übernahm 1714 sein ältester Sohn Adolf Bernhard und 1735 Franz Michael die Ländereien. Nach seinem Tod 1773 starb der Brunnersdorfer Zweig der Martinic aus. Das gesamte Gut Brunnersdorf übernahm Franz Karl von Martinic auf Hagensdorf. Dieser war jedoch ebenfalls der letzte männliche Ahne. Mit ihm starb auch dieser Zweig Martinic-Hagensdorf männlicherseits aus. Nach seinem Tod erbte die Tochter von Franz Michael, Maria Anna Gräfin von Althann die gesamte Herrschaft, die aus 42 Dörfern und Siedlungen bestand. Sie vererbte den Besitz an ihre Tochter Maria Anna Gräfin von Firmian, der 1840 ihr Neffe Karl Friedrich Otto Graf Wolkenstein-Trostburg folgte.
Die Herrschaft Hagensdorf (Ahníkov) wurde 1773 mit Brunnersdorf vereinigt und 1927 aufgelöst.
Die Ortsbewohner trieben Ackerbau und waren zum Großteil auf dem musterhaften herrschaftlichen Gut beschäftigt. Einige arbeiteten in den umliegenden Bergwerken. Hagensdorf war in die Volksschule in Sosau eingemeindet.
Der Ort fiel dem Braunkohlenbergbau zum Opfer.
Über dem Ort Malkov (Malkau) befindet sich am Zugangsweg zu einem Aussichtsturm eine Infotafel zu abgerissenen Orten im hiesigen Braunkohlerevier. Sie zeigt ein historisches Bild des Schlosses Hagensdorf (Stand: 2022).

## Schloss Hagensdorf
Laut der genannten Wanderkarte von 1939 war das Schloss ein L-förmiger Zweiflügelbau mit an einen Flügel außen angebautem rechteckigem Turm.
Es bestand aus Westflügel und dem Nordflügel. An den Nordflügel war außen, also im Norden der Turm angebaut.
Da Hagensdorf wohl als Rittersitz entstanden war und fast an der „Hauptstraße des Jahres 1939“ Komotau-Deutsch Kralup-Kaaden lag, dürfte der Rittersitz (späteres Festes Haus) diese wichtige Straße einst kontrolliert und geschützt haben.

## Sehenswürdigkeiten
- St.-Annen-Kapelle wurde 1831 von der Gräfin Firmian erbaut.
- Prachtvoller Mittelbau des im 16. Jahrhundert errichteten Barockschloss mit Lustgarten und dem romantischen Eichenhain des „Kellers“. Dort bestand ein im Jahre 1344 bereits leeres Kloster. Das verfallenene Schloss wurde zusammen mit dem Dorf abgerissen. Wegen seiner historischen und baulichen Bedeutung wurde ein Modell erstellt, das in Chomutov untergebracht ist. Erhaltene Fragmente des bedeutenden Schlossbaues sollen im Tierpark von Chomutov („Podkrušnohorský zoopark Chomutov“) aufgestellt worden sein.

## Persönlichkeiten
- Bernhard Ignaz Borsita Graf von Martinic, († 7. Januar 1685 in Prag), Sohn des Jaroslav Borsita  von Martinic, Student in Passau, Ingolstadt, Graz und Rom. Im Jahre 1634 Appelationspräsident, danach Oberstlandrichter und von 1651 bis 1685 Oberstburggraf und Statthalter im Königreich Böhmen. Ritter des Orden vom Goldenen Vlies, Mäzen der Wissenschaften und Förderer der Katholizismus in Böhmen. Stifter der Klöster des Orden der Franziskaner in Horschowitz (Hořovice) und 1648 in Slaný (Schlan). Ansässig auf Hagensdorf  und Kralup an der Moldau (Kralupy nad Vltavou); in 1. Ehe verheiratet mit Polyxena Holiczky von Sternberg († 1659); in 2. Ehe mit Susanne Polyxena von Dietrichstein aus dem Hause Hollenburg.